# Bertrand Soncourt
Bertrand Soncourt est un boxeur français né le 28 avril 1965 à Toulouse et mort dans un accident de moto le 18 mai 2000 à Andorre. 
Champion du monde de boxe française savate en 1991, et plusieurs fois champion de France, il était le seul à pouvoir placer durant un combat un « revers-tournant sauté ».